# James Bradshaw (Schauspieler)
James Bradshaw (* 20. März 1976 in Stamford, Lincolnshire) ist ein englischer Theater- und Filmschauspieler.

## Leben
Bradshaw lebte während seiner Kindheit in Essendine, einem kleinen Dorf in der County Rutland in den East Midlands. In den 1990er Jahren studierte er Schauspiel an der Birmingham School of Acting. Er spielte seitdem unter anderem Theater am Birmingham Repertory Theatre, am Hampstead Theatre in London, am Theatre Royal Haymarket und am Royal National Theatre. 2023 stand er im Londoner Park Theatre unter der Regie von Mark Gatiss in dem Stück In the Way Old Friends Will Do auf der Bühne.
Zu seinen ersten Fernsehrollen zählte Noah Claypoole in einer Fernsehverfilmung von Oliver Twist. Seine erste große Fernsehrolle war die des Gordon Grimley in der Familienserie The Grimleys, über die 1997 ein Pilotfilm und zwischen 1999 und 2001 eine Fernsehserie entstand. 2006 sah man ihn in den Kinofilmen Minotaur und Irish Jam sowie in der Fernseh-Miniserie The Line of Beauty nach dem Roman von Alan Hollinghurst. In der Evelyn-Waugh-Kinoverfilmung Wiedersehen mit Brideshead gab er 2008 an der Seite von Matthew Goode, Ben Whishaw und Emma Thompson den opportunistischen Gelehrten Mr. Samgrass. Einem deutschen Fernsehpublikum ist er wahrscheinlich am bekanntesten durch die Krimiserie Der junge Inspektor Morse, in der er seit 2012 den Gerichtsmediziner Dr. Max DeBryn verkörpert. Von 2015 bis 2018 war er in der britischen Daily-Soap Hollyoaks als Polizist Geoff Thorpe zu sehen, bis die Figur den Serientod starb.

## Filmografie (Auswahl)
- 1997: The Grimleys (Fernsehfilm)
- 1999: Oliver Twist (Miniserie, Folge 1x02)
- 1999–2001: The Grimleys (Fernsehserie, 22 Folgen)
- 2000: Longitude – Der Längengrad (Longitude, Fernsehfilm)
- 2001: In a Land of Plenty (Miniserie, 3 Folgen)
- 2003: Mile High (Fernsehserie, Folge 1x10)
- 2005–2020: Doctors (Fernsehserie, 5 Folgen)
- 2006: Minotaur
- 2006: Irish Jam
- 2006: Die Schönheitslinie (The Line of Beauty, Miniserie, 3 Folgen)
- 2007–2011: Primeval – Rückkehr der Urzeitmonster (Primeval, Fernsehserie, 4 Folgen)
- 2008: Casualty (Fernsehserie, Folge 22x20)
- 2008: Wiedersehen mit Brideshead (Brideshead Revisited)
- 2011: Coronation Street (Fernsehserie, eine Folge)
- 2012: EastEnders (Fernsehserie, eine Folge)
- 2012–2023: Der junge Inspektor Morse (Endeavour, Fernsehserie, 36 Folgen)
- 2013: Convenience
- 2015–2018: Hollyoaks (Fernsehserie, 75 Folgen)
- 2016: Close to the Enemy (Miniserie, 3 Folgen)
- 2019: The Car: Road to Revenge